# ويليام فليتشير
ويليام فليتشير (16 فبراير 1866 - 1 يونيو 1935) (بالإنجليزية: William Fletcher)‏ هو لاعب كريكت بريطاني (وحمل سابقاً جنسية المملكة المتحدة لبريطانيا العظمى وأيرلندا).

## وصلات خارجية
- ويليام فليتشير على موقع إي آس بي آن كريك إنفو (الإنجليزية)